# Terpsichore
Terpsichore var en af de ni muser i den græske mytologi. Hun var dansens og lyrespillets muse og blev derfor i kunsten afbildet dansende eller med en lyre.
Hendes navn er sammensat af τερπέω (= glæde, fryd, ligesom i Euterpes navn af roden *terp-) og χoρός (= dans), og kan oversættes som "den danseglade".
På engelsk har hendes navn givet ophav til ordet terpsichorean (= danseglad). I 1816 blev der også opfundet et klaverlignende instrument, der blev kaldt et terpodion efter hende, men det vandt aldrig nogen videre udbredelse.